# Palais Corsini ai Tintori
Le Palazzo Corsini ai Tintori est un édifice néo-renaissance de Florence.

## Histoire et description
Le bâtiment a été érigé pour le prince Tommaso Corsini en 1867 sur des terrains appartenant à sa famille, la riche maison Corsini. Ces possessions bordaient le palais alors appelé Antinori Corsini.
Le bâtiment était destiné à être loué afin de répondre au besoin de nouvelles résidences de luxe dans la ville, devenu pressant à la suite de la croissance démographique liée aux années de Florence capitale de l'Italie (1865-1871). La façade se développe sur cinq étages organisés sur neuf axes, et est entièrement décorée de sgraffites de style néo-XVIe siècle.
Sur la porte il y a un grand bouclier avec les armoiries des Corsini (argent, avec trois bandes rouges et la bande croisée bleue). 